# 威悉信使报
威悉信使报（德語：Weser-Kurier），是德国西北地区的一家报纸，总部在不来梅市，隶属于不来梅日报集团有限公司。1945年9月19日创刊，目前是不来梅市及其周边下萨克森州地区的主要报纸媒体，政治倾向中立。